# El desierto entra en la ciudad
El desierto entra en la ciudad es una farsa en cuatro actos del escritor argentino Roberto Arlt. Fue escrita en 1942 y publicada, de forma póstuma, diez años después, en 1953, por Editorial Futuro. La edición fue prologada por Mirta Arlt, hija del escritor.

## La obra
Arlt escribía teatro con la intención de la obra representada y no para ser leída. El desierto entra a la ciudad tiene el sentido de la acción, espectacularidad y la habitual crítica social de todas las obras del escritor. El Astrólogo, el personaje de Los siete locos, está presente en la obra a partir del segundo acto y es el encargado de plantear el motivo principal de la trama: el poder de la creencia en lo divino.

## Personajes
- Invitado 1 / Escribano 1
- Invitado 2 / Escribano 2
- Invitado 3
- Invitado 4
- Inés
- Adeka
- Leonor
- Federico
- Escipión
- César
- El ángel negro
- Desconocido / Desconocido con botas
- Abogado
- Astrólogo
- Esclavo / Baltasar
- Perro
- Rengo
- Accionista
- María
- Gaspar
- Melchor